# Leucadendron meridianum
Espèce
Leucadendron meridianum est une espèce de plantes à fleurs de la famille des Proteaceae. Cet arbuste à fleurs, originaire du Cap-Occidental en Afrique du Sud, fait partie du fynbos.

## Description
L'arbuste atteint 2,0 m de haut et fleurit en juin. La plante meurt lors d'un incendie, mais les graines survivent. Les graines sont stockées dans un trou sur la plante femelle et tombent au sol après un incendie. Elles sont disséminées par le vent. Les graines sont ailées. La plante est unisexuée et il existe des plants distincts avec des fleurs mâles et femelles, pollinisées par de petits coléoptères. 

## Répartition et habitat
La plante est présente de la péninsule du Cap à Potberg et Riviersonderend en Afrique du Sud. Elle pousse principalement dans les sols sableux à des altitudes de 0-1 000 m.

## Statut de conservation
Leucadendron meridianum a été évalué en 2019 pour la Liste rouge des espèces menacées de l'UICN et est classé comme quasi menacé selon les critères B1b(iii)+2b(iii).

## Dénomination
Cet arbuste est appelé communément en afrikaans Astolbos, et, en anglais, Limestone conebush.

## Systématique
Le nom correct complet (avec auteur) de ce taxon est Leucadendron meridianum T.M.Salter ex I.Williams (d).
Leucadendron meridianum T.M.Salter ex I.Williams a pour synonyme :
- Leucadendron meridianum T.M.Salter

### Étymologie
Le nom de genre Leucadendron vient du grec leukos « brillant, blanc » et dendron « arbre ». 
Son épithète spécifique meridianum du latin meridianus, « midi » signifiant « qui fleurit à midi ».